# Vennecy
Vennecy ist eine französische Gemeinde mit 2.045 Einwohnern (Stand: 1. Januar 2022) im Département Loiret in der Region Centre-Val de Loire. Sie gehört zum Arrondissement Orléans, ist Teil des Kantons Fleury-les-Aubrais  und des Gemeindeverbandes La Forêt. Die Einwohner werden Vénétiens genannt.

## Geografie
Vennecy liegt 14 Kilometer nordöstlich von Orléans. Nordwestlich des Ortes breitet sich der Forêt d’Orléans, ein etwa 150.000 Hektar großes Waldgebiet, aus. Im Westen des Gemeindegebietes verläuft das Flüsschen Bionne. Umgeben wird Vennecy von den Nachbargemeinden Loury im Norden, Traînou im Osten und Nordosten, Boigny-sur-Bionne im Süden und Südwesten sowie Marigny-les-Usages im Westen.

## Bevölkerungsentwicklung
| 1962                       | 1968 | 1975 | 1982 | 1990 | 1999 | 2006 | 2018 |
| -------------------------- | ---- | ---- | ---- | ---- | ---- | ---- | ---- |
| 501                        | 543  | 731  | 932  | 987  | 1299 | 1362 | 1887 |
| Quellen: Cassini und INSEE |      |      |      |      |      |      |      |

## Sehenswürdigkeiten

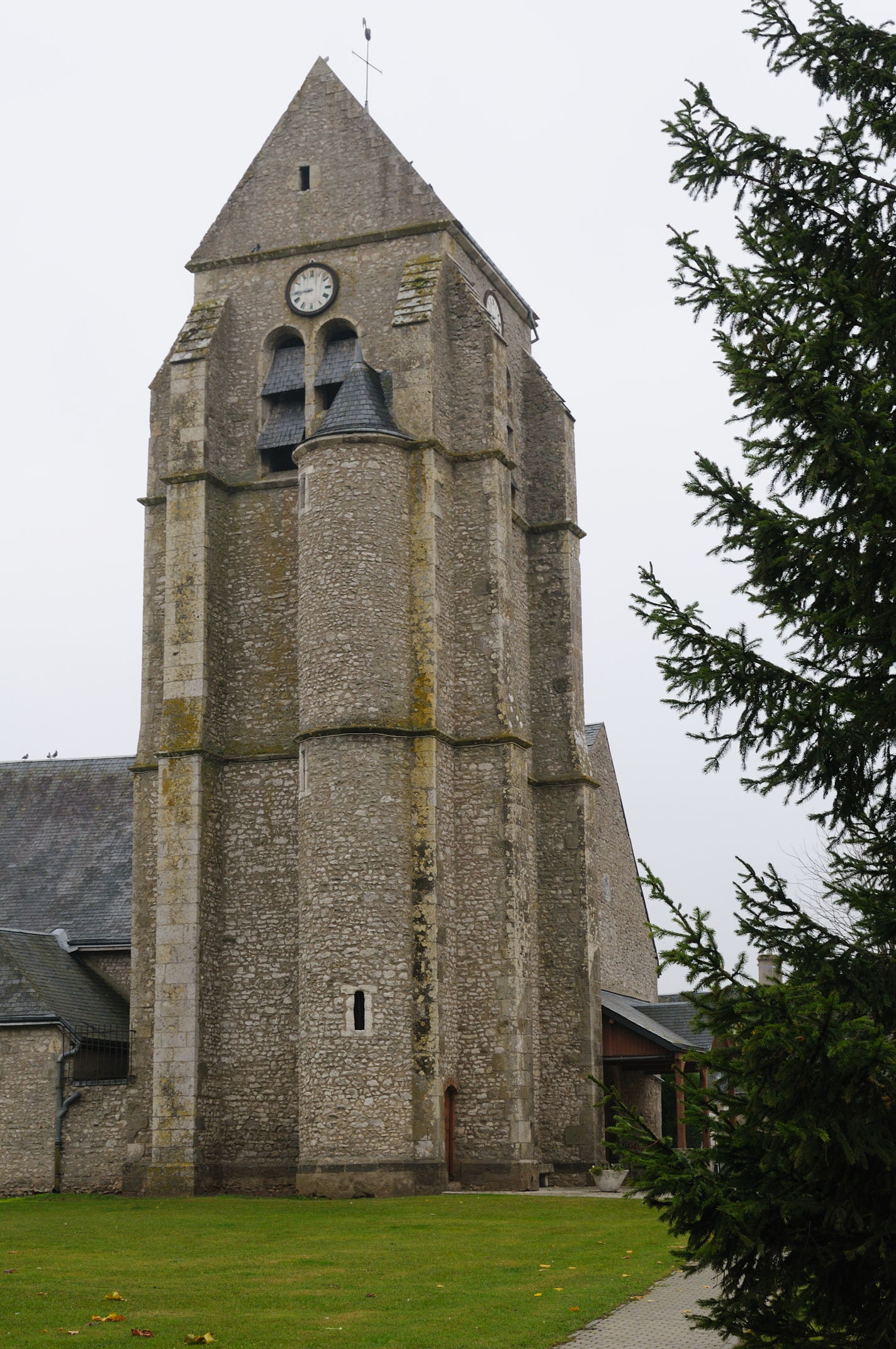
Kirche Saint-Symphorien

- Kirche Saint-Symphorien

## Persönlichkeiten
- Jules Lemaître (1853–1914), Dramatiker